# Bipolaris
Bipolaris is een geslacht van schimmels behorend tot de familie Pleosporaceae. De typesoort is Bipolaris maydis. Deze is later hernoemd naar Cochliobolus heterostrophus.

## Soorten
Volgens Index Fungorum bevat het geslacht 72 soorten (peildatum maart 2023):
| Soortnaam                 | Auteur(s)                                                 | Publicatiejaar |
| ------------------------- | --------------------------------------------------------- | -------------- |
| Bipolaris alocasiae       | Wei Zhang, H. Deng & T.Y. Zhang                           | 2012           |
| Bipolaris austrostipae    | Y.P. Tan & R.G. Shivas                                    | 2016           |
| Bipolaris axonopodicola   | Y.P. Tan & R.G. Shivas                                    | 2016           |
| Bipolaris bamagaensis     | Y.P. Tan & R.G. Shivas                                    | 2016           |
| Bipolaris brachiariae     | Y. Marín, Senwanna & Crous                                | 2017           |
| Bipolaris chloridis       | (Alcorn) Alcorn                                           | 1983           |
| Bipolaris clavata         | Alcorn                                                    | 1982           |
| Bipolaris coffeana        | Sivan.                                                    | 1985           |
| Bipolaris coicis          | (Y. Nisik.) Shoemaker                                     | 1959           |
| Bipolaris colocasiae      | (M.P. Tandon & V. Bhargava) Alcorn                        | 1983           |
| Bipolaris cookei          | (Sacc.) Shoemaker                                         | 1959           |
| Bipolaris costina         | Sivan., R.S. Shukla, Kr.P. Singh & A. Husain              | 1985           |
| Bipolaris crotonis        | Sivan.                                                    | 1985           |
| Bipolaris cynodontis      | (Marignoni) Shoemaker                                     | 1959           |
| Bipolaris distoseptata    | M. Raza, K.D. Hyde & L. Cai                               | 2019           |
| Bipolaris drechsleri      | Manamgoda & Minnis                                        | 2013           |
| Bipolaris eleusines       | J.H. Peng & J.Y. Lu                                       | 1989           |
| Bipolaris eragrostiellae  | (A.P. Misra & R.A. Singh) Sivan.                          | 1987           |
| Bipolaris euchlaenae      | (Zimm.) Shoemaker                                         | 1959           |
| Bipolaris flagelloidea    | (G.F. Atk.) Shoemaker                                     | 1959           |
| Bipolaris fusca           | Y.L. Jiang & T.Y. Zhang                                   | 2008           |
| Bipolaris gigantea        | (S. Ito) B. Lane, Stricker, M.E. Sm., S.L. Flory & Harmon | 2020           |
| Bipolaris glycines        | (S. Naray. & Durairaj) B.A. Khasanov                      | 1992           |
| Bipolaris gossypina       | Sivan.                                                    | 1985           |
| Bipolaris hadrotrichoides | (Ellis & Everh.) Luttr.                                   | 1970           |
| Bipolaris halepensis      | M.Y. Chiang, K.J. Leonard & Van Dyke                      | 1989           |
| Bipolaris heliconiae      | Alcorn                                                    | 1996           |
| Bipolaris heveae          | (Petch) Arx                                               | 1987           |
| Bipolaris imperatae       | J.J. Muchovej                                             | 2012           |
| Bipolaris incurvata       | (C. Bernard) Alcorn                                       | 1983           |
| Bipolaris iridis          | (Oudem.) C.H. Dickinson                                   | 1966           |
| Bipolaris israeli         | Steiman, Guiraud, Seigle-Mur. & Sage                      | 1996           |
| Bipolaris leersiae        | (G.F. Atk.) Shoemaker                                     | 1959           |
| Bipolaris marantae        | J.L. Alves & R.W. Barreto                                 | 2017           |
| Bipolaris melinidis       | Alcorn                                                    | 1982           |
| Bipolaris microconidia    | M. Raza, K.D. Hyde & L. Cai                               | 2019           |
| Bipolaris microlaenae     | Alcorn                                                    | 1990           |
| Bipolaris microstegii     | Minnis, Rossman, Klecz. & S.L. Flory                      | 2012           |
| Bipolaris multiformis     | (Jooste) Alcorn                                           | 1983           |
| Bipolaris novae-zelandiae | Sivan.                                                    | 1985           |
| Bipolaris obclavata       | Sivan.                                                    | 1992           |
| Bipolaris obovoidea       | Wei Zhang & T.Y. Zhang                                    | 2012           |
| Bipolaris olyrae          | (Viégas) Shoemaker                                        | 1959           |
| Bipolaris omanensis       | Dughaishi, Maharachch. & Al-Sadi                          | 2018           |
| Bipolaris oryzae          | (Breda de Haan) Shoemaker                                 | 1959           |
| Bipolaris pallescens      | Y.H. Geng & T.Y. Zhang                                    | 2014           |
| Bipolaris palousensis     | R. Sprague                                                | 1961           |
| Bipolaris panici-miliacei | (Y. Nisik.) Shoemaker                                     | 1959           |
| Bipolaris papendorfii     | (Aa) Alcorn                                               | 1983           |
| Bipolaris peregianensis   | Alcorn                                                    | 1982           |
| Bipolaris poae-pratensis  | H. Deng & T.Y. Zhang                                      | 2002           |
| Bipolaris prieskaensis    | W.Q. Chen & W.J. Swart                                    | 2000           |
| Bipolaris rostratae       | Raghv. Singh & Shambhu Kumar                              | 2016           |
| Bipolaris sacchari        | (E.J. Butler) Shoemaker                                   | 1959           |
| Bipolaris saccharicola    | Y. Marín & Crous                                          | 2017           |
| Bipolaris salkadehensis   | Ahmadp. & Heidarian                                       | 2012           |
| Bipolaris secalis         | Sisterna ex Y.P. Tan, Madrid, Crous & R.G. Shivas         | 2014           |
| Bipolaris shoemakeri      | Y.P. Tan & R.G. Shivas                                    | 2016           |
| Bipolaris simmondsii      | Y.P. Tan & R.G. Shivas                                    | 2016           |
| Bipolaris sivanesaniana   | Y.P. Tan & R.G. Shivas                                    | 2016           |
| Bipolaris sorokiniana     | Shoemaker                                                 | 1959           |
| Bipolaris stenospila      | (Drechsler ex Faris) Shoemaker                            | 2018           |
| Bipolaris subramanianii   | Y.P. Tan & R.G. Shivas                                    | 2016           |
| Bipolaris triticicola     | Sivan.                                                    | 1985           |
| Bipolaris triticigrani    | (A.P. Misra & R.A. Singh) Sivan.                          | 1987           |
| Bipolaris urochloae       | (V.A. Putterill) Shoemaker                                | 1959           |
| Bipolaris variabilis      | Y. Marín, Y.P. Tan & Crous                                | 2017           |
| Bipolaris victoriae       | (F. Meehan & H.C. Murphy) Shoemaker                       | 1959           |
| Bipolaris woodii          | Y.P. Tan & R.G. Shivas                                    | 2016           |
| Bipolaris xanthosomatis   | B. Huguenin                                               | 1966           |
| Bipolaris zeae            | Sivan.                                                    | 1985           |
| Bipolaris zeicola         | (G.L. Stout) Shoemaker                                    | 1959           |